# Adil Zourak
Adil Zourak (* 25. August 1978) ist ein marokkanischer Fußballschiedsrichter. Er steht als dieser seit 2015 sowie als Video-Assistent seit 2021 auf der Liste der FIFA-Schiedsrichter.

## Karriere
In der Botola begleitet er seit November 2012 Erstligaspiele. International leitete er 2021 sein erstes Spiel in der CAF Champions League sowie bei der Afrikanischen Nationenmeisterschaft 2021 das Gruppenspiel zwischen Sambia und Guinea. Zur Weltmeisterschaft 2022 wurde er ins Aufgebot der Video-Assistenten berufen.